# 希尔伯特零点定理
希尔伯特零点定理（Hilbert's Nullstellensatz）确立了几何和代数之间的基本关系。数学中一大重要分支——代数几何——正是建立在这一关联的基础之上的。零点定理联系了代数集与（代数闭域上的）多项式环中的理想。大卫·希尔伯特最早发现了这一关联，并证明了零点定理及其它相关的重要定理（如希尔伯特基定理）。

## 定理陈述
设k 为域（如有理数域），K 为k 的代数封闭扩张（如复数域）。考虑多项式环k[X1,X2,..., Xn]，设I 为此环的一个理想。该理想定义了代数集V(I )：其元素为Kn 中的n-元组 x = (x1,...,xn)，使得对于I 中所有的f 满足f (x) = 0。希尔伯特零点定理声明：如果p 为k[X1,X2,..., Xn] 中的多项式，并且在V(I )恒为零，即对于所有V(I )中的 x 有p(x) = 0，那么存在一个自然数r 使得pr 属于I。
零点定理的一个直接推论是“弱零点定理”：k[X1,X2,..., Xn]的理想I 包含单位元 1 当且仅当I 中的多项式在Kn 中没有公共零点。弱零点定理也可如下表述：如果I 是 k[X1,X2,..., Xn]的真理想，那么V(I )不是空集，即在k 的任意代数封闭扩张中都存在一个满足理想中所有多项式的公共零点。这就是零点定理名称的由来，同时零点定理也可以通过拉比诺维奇技法从“弱”版轻松证得。在这里，考虑公共零点时代数闭域的假设是必要的：例如，R[X ] 中的真理想(X 2 + 1) 在 R 中就没有公共零点。用代数几何中常用的记法，零点定理可以写作
{\displaystyle {\hbox{I}}({\hbox{V}}(J))={\sqrt {J}}}
对于所有理想J 成立。这里，{\displaystyle {\sqrt {J}}} 代表J 的根，而I(U ) 代表由在集合U 上恒为零的所有多项式组成的理想。
这样，我们得到了一个在Kn 中的代数集与K[X1,X2,..., Xn]中根理想之间的反序一一映射。实际上，更一般地，我们有在空间的子集的集合与代数的子集的集合之间的伽罗瓦连接，其中“扎里斯基闭包”与“理想的根”充当闭包算子的角色。
作为例子，考虑一点{\displaystyle P=(a_{1},\dots ,a_{n})\in K^{n}}。那么{\displaystyle I(P)=(X_{1}-a_{1},\dots ,X_{n}-a_{n})}。更一般地，
{\displaystyle {\sqrt {I}}=\bigcap _{(a_{1},\dots ,a_{n})\in V(I)}(X_{1}-a_{1},\dots ,X_{n}-a_{n}).}
相反地，多项式环{\displaystyle K[X_{1},\dots ,X_{n}]} 中每个极大理想（注意{\displaystyle K}是代数封闭的）都具有如下形式：{\displaystyle (X_{1}-a_{1},\dots ,X_{n}-a_{n})}，对于某些{\displaystyle a_{1},\dots ,a_{n}\in K}。
再如，Kn 中的代数集W 是不可约集（关于扎里斯基拓扑）当且仅当{\displaystyle I(W)}为素理想。